# Goniorhynchus salaconalis
Goniorhynchus salaconalis is een vlinder uit de familie van de grasmotten (Crambidae), uit de onderfamilie van de Spilomelinae. De wetenschappelijke naam van deze soort is voor het eerst voorgesteld als Mimorista salaconalis door Herbert Druce in een publicatie uit 1895.
De soort komt voor in Nicaragua, Costa Rica en Panama.